# Songs of Sundrie Natures
Die Songs of Sundrie Natures bzw. in moderner Orthographie Songs of sundry natures (etwa: Lieder verschiedener Natur) sind eine zuerst 1589 von dem englischen Komponisten William Byrd (gest. 1623) veröffentlichte Sammlung englischer Chorwerke bzw. Madrigalkompositionen.

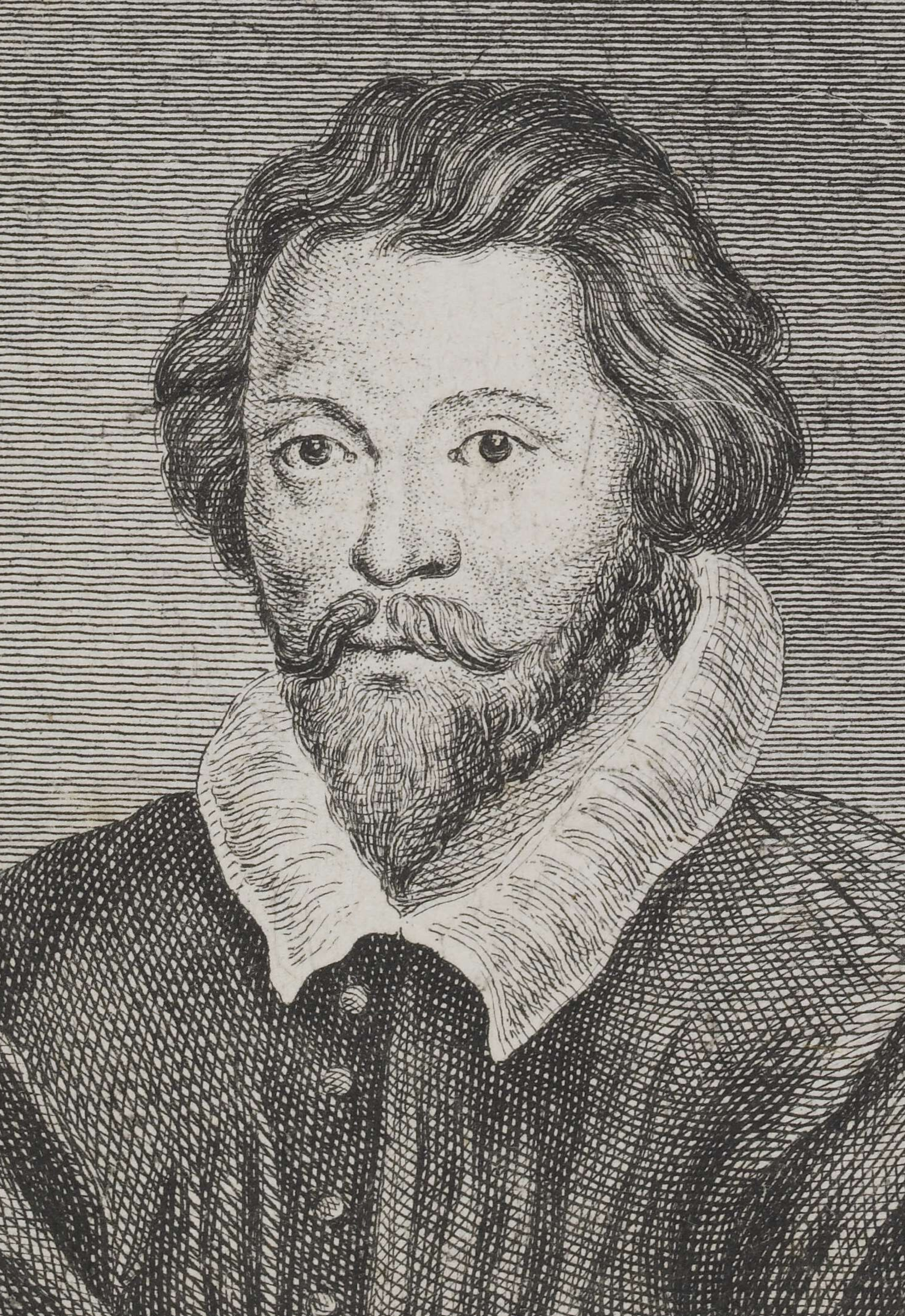
William Byrd

## Titel
Der vollständige Titel lautet: Songs of sundrie natures : some of grauitie, and others of myrth, fit for all companies and voyces. Lately made and composed into musicke of 3.4.5. and 6. parts: and published for the delight of all such as take pleasure in the exercise of that art. By VVilliam Byrd, one of the Gentlemen of the Queenes Maiesties honorable chappell. Imprinted at London: By Thomas East, the assigne of William Byrd, and are to be sold at the house of the sayd T. East, being in Aldersgate streete, at the signe of the blacke Horse ; 1589. Cum priuilegio Regiæ Maiestatis (etwa: Lieder verschiedener Natur: einige ernste, und andere heitere, geeignet für alle Ensembles und Stimmen. Kürzlich angefertigt und in Musik zu 3, 4, 5 und 6 Stimmen komponiert: und veröffentlicht für das Vergnügen all jener, die Freude an der Ausübung von derlei Kunst haben. Von William Byrd, einem der Herren der ehrwürdigen Chapel Ihrer Majestät der Königin. Gedruckt in London: Von Thomas East, dem Bevollmächtigten von William Byrd, und zu verkaufen im Haus des besagten T. East, in der Aldersgate Street, beim Zeichen des schwarzen Pferdes; 1589. Cum privilegio Regiae Maiestatis [Mit dem Privileg Ihrer Königlichen Majestät]).

## Die Sammlung
Zusammen mit den ein Jahr früher erschienenen Psalmes, Sonets, and Songs (1588) und den späteren Psalmes, Songs, and Sonnets (1611) ist es eine der drei von ihm veröffentlichten Bücher von Kompositionen zu englischen Texten, d. h. bedeutenden englischen Madrigalsammlungen des englischen Madrigalisten.
Sie enthält in verschiedenen Subgenres sowohl weltliche als auch geistliche Werke und ist für verschiedene Stimmbesetzungen geschrieben, für von 3 bis 6 Stimmen. Lord Hundson war der patron dieses Buches.
Byrd folgt in seinem Format der Anlage vieler Tudor-Manuskript-Sammlungen von Hausmusik, wahrscheinlich war die Sammlung dazu gedacht, die Madrigalsammlung Musica transalpina nachzuahmen, die im Jahr zuvor im Druck erschienen war. Byrds Sammlung enthält Kompositionen in einer Vielfalt von musikalischen Stilen, die den vielfältigen Charakter der Texte, die er vertonte, widerspiegeln. Der dreistimmige Teil enthält Vertonungen metrischer Versionen der sieben Bußpsalmen (lat. Psalmi Poenitentiales), in einem archaischen Stil, der den Einfluss der Psalmensammlungen widerspiegelt. Andere Stücke aus dem dreistimmigen und vierstimmigen Teil sind von leichterer Natur und verwenden eine zeilenweise imitatorische Technik und einen vorherrschenden Viertelnotenimpuls (Is love a boy?, 4-stimmig). Die zwei chansonartigen Stücke Susanna fair und The Nightingale wurden wahrscheinlich in „freundlicher Emulation“ (‘friendly aemulation’) mit Ferrabosco geschrieben. Der fünfstimmige Teil enthält vokale mehrstimmige Lieder (part songs), die den Einfluss des „adapted consort song“-Stils des Satzes von 1588 zeigen, die aber anscheinend als rein vokale mehrstimmige Lieder konzipiert wurden. Byrd verneigte sich auch vor der Tradition, indem er zwei Carols (Weihnachtslieder) in der traditionellen Form mit abwechselnden Strophen und Refrains vertonte (From Virgin’s womb this day did spring, An earthly tree, a heavenly fruit) und sogar eine Strophenhymne einfügte, eine Vertonung der Osterprosa Christ rising again – ein Meisterwerk sechstimmiger Madrigalkunst über Christ ist erstanden, das auch in Kirchenchormanuskripten mit Orgelbegleitung kursierte.
Eine spätere Auflage der Sammlung erschien 1610.
In der zur Zeit maßgeblichen Byrd-Ausgabe, The Byrd Edition, bilden die Songs of Sundrie Natures den 2004 von David Mateer herausgegebenen Band 13.

## Enthaltene Werke
Im Einzelnen sind folgende Stücke enthalten (Zahlen in Klammern beziehen sich auf die Ausgabe von 1610):

### Für 3 Stimmen
- 1. Lord in thy rage
- 2. Right blest are they
- 3. Lord in thy wrath correct me not
- 4. O God which art most merciful
- 5. Lord hear my prayer instantly
- 6. From Depth of Sin
- 7. Attend mine humble prayer
- 8. Susanna fair
- 9. The Nightingale (11)
- 10-11. When younglings first – But when by proof (12-13)
- 12-13. Upon a Summer’s day – Then for a boat (9-10)
- 14. The greedy Hawk

### Für 4 Stimmen
- 15-16. Is Love a boy? – Boy pity me[9]
- 17-18. Wounded I am – Yet of us twain
- 19-21. From Citheron the warlike boy is fled – There careless thoughts are freed – If Love be just
- 22. O Lord my God (23)
- 23. While that the Sun (25)
- 24. Rejoice rejoice (chorus of no. 35) (22)
- 25. Cast off all doubtful care (chorus of no. 40) (24)

### Für 5 Stimmen
- 26. Weeping full sore
- 27. Penelope that longed for the sight
- 28. Compel the Hawk to sit (30)
- 29. See those sweet eyes (28)
- 30. When I was otherwise (31)
- 31. When first by force (32)
- 32. I thought that Love had been a boy (33)
- 33. O dear life (34)
- 34. Love would discharge (29)
- 35. From Virgin’s womb
- 36-37. Of gold all burnished – Her breath is more sweet

### Für 6 Stimmen
- 38-39. Behold how good a thing – And as the pleasant morning dew (40-41)
- 40. An earthly tree a heavenly fruit (42)
- 41. Who made thee, Hob, forsake the Plough (43)
- 42-43. And think ye Nymphs to scorn at love – Love is a fit of pleasure (38-39)
- 44. If in thine heart
- 45. Unto the hills mine eyes I lift (47)
- 46-47. Christ rising again – Christ is risen again (45-46)